# Gestione attività
In informatica Gestione attività o Gestione attività Windows (in inglese Task Manager o Windows Task Manager, nomi che fino a Windows XP venivano usati anche nella versione italiana) è il gestore dei processi sviluppato e distribuito da Microsoft Corporation e integrato nei sistemi operativi Windows.
Lo strumento è accessibile tramite il menu contestuale che appare premendo con il tasto destro del mouse sulla barra delle applicazioni, premendo la tradizionale combinazione di tasti della tastiera CTRL-ALT-CANC oppure premendo la combinazione di tasti CTRL-SHIFT-ESC. La sequenza di comando CTRL-ALT-CANC, nel caso in cui la macchina sia inserita in un dominio, consente di accedere ad un menu dal quale è possibile compiere varie operazioni, ad esempio la disconnessione, il blocco del computer, il cambio della password e l'apertura di Gestione attività, mentre se la macchina non fa parte di un dominio si ha direttamente l'apertura di Gestione attività; CTRL-SHIFT-ESC invece apre solamente Gestione attività in ogni caso.
Il software è stato introdotto a partire da Windows 9x (in precedenza, quando si digitava CTRL-ALT-CANC sulla tastiera, il sistema si riavviava direttamente oppure compariva una schermata blu di errore che consentiva di terminare l'applicazione in uso o riavviare la macchina) e viene tuttora integrato nelle attuali versioni di Windows; quando un'applicazione va in blocco, non rispondendo agli input dell'utente, si può utilizzare Gestione attività per forzarne l'arresto, operazione che comporta la perdita dell'eventuale lavoro svolto con l'applicazione e non salvato.

Gestione attività su Windows 7